# Hyleacris rubrogranulata
Hyleacris rubrogranulata är en insektsart som beskrevs av Christiane Amédégnato och Marius Descamps 1979. Hyleacris rubrogranulata ingår i släktet Hyleacris och familjen Romaleidae. Inga underarter finns listade i Catalogue of Life.